# Prem Radhakishun
Prem Shivram Shaw Radhakishun (Paramaribo, 4 februari 1962) is een Surinaams-Nederlands columnist, acteur en radio- en televisiemaker en voormalig advocaat.

## Biografie

### Jeugd en opleiding
Radhakishun groeide op in Suriname. Hij ontvluchtte het land nadat het radiostation Radika van zijn moeder Roshnie Radhakishun in brand werd gestoken op 8 december 1982. Aan de radio-uitzendingen werkten ook de kinderen mee, inclusief Prem. Zijn moeder en broer Mahindra Radhakishun keerden in 1987 terug naar Suriname en herstartten Radika in 1990.
Dit gebeurde ten tijde van het bewind van Desi Bouterse vanwege te kritische berichtgeving over de regering door het radiostation. Via Frans-Guyana vluchtte Radhakishun naar Nederland, waar hij in januari 1983 politiek asiel aanvroeg. Hij was erg boos op de initiatiefnemers van de onafhankelijkheid van Suriname, Jan Pronk, Henck Arron, Eddy Bruma en Joop den Uyl. Hij noemde de onafhankelijkheid de "ondergang van Suriname".
Al jong zette Radhakishun zijn eerste schreden in de media bij Radika met muziekkeuze, kinderprogramma’s, tienerprogramma’s, reclames en journalistiek. In Nederland werkte hij in 1983 en 1984 voor de radiopiraat Kankantrie in Amsterdam. In 1984 ging hij rechten studeren aan de Vrije Universiteit te Amsterdam en stopte hij bij Kankantrie. Hij studeerde in 1989 af als jurist en werd in augustus 1990 beëdigd als advocaat in Amsterdam bij het Advocaten Kollektief Bijlmermeer. In november 1984 kwam hij in contact met de Migranten Televisie Amsterdam, waar hij de Migranten Media Opleiding (MMO) volgde. Van 1985 tot 1994 maakte en presenteerde hij diverse programma's voor de Migranten Televisie Amsterdam.
In 2006 werd hij voor een jaar geschorst als advocaat voor het niet nakomen van zijn administratieve en financiële verplichtingen.

### Televisie- en radiowerk
In 1998 schreef Radhakishun zijn eerste drie columns, voor Vikaash Samachaar, een kwartaalblad dat slechts een kort leven beschoren was, van het Hindoestaans Cultureel Centrum Vikaash in de Bijlmermeer. Vanaf september 1999 schrijft hij om de 14 dagen een column voor het dagblad Het Parool. Medio 2001 startte hij daarnaast met zijn wekelijkse column voor het programma In de ban van de week op BNR Nieuwsradio.
Bij het grote publiek is hij vooral bekend door de presentatie van het NPS-televisieprogramma Premtime, dat liep van 2003 tot 2008. Het programma stond voor "een informatief televisieprogramma over de multiculturele samenleving waarin de kwaliteit van onze samenleving getoetst wordt". Radhakishun stond hierin bekend om zijn onconventionele aanpak. Zo schoor hij ooit zijn hoofd kaal en trok hij Lonsdale-kleding aan om te kijken of hij - als hindoestaanse Surinamer - een horecagelegenheid binnen zou kunnen komen waar een verbod op dergelijke kleding gold. Later gaf Prem in zijn programma PepTalk op BNR Nieuwsradio aan dat hij zijn hoofd al geschoren had zonder dit doel. Later zou het handig voor de uitzending blijken. In een uitzending van PepTalk in juli 2009 merkte Radhakishun op dat hij om de zoveel tijd zijn hoofd kaalscheert en dat dit dus niet per se was om de horecagelegenheid binnen te komen. De uitzending ging over complottheorieën en hoe foutieve informatie in de media ons op het verkeerde spoor kan zetten.
Radhakishun besteedde in zijn programma Premtime onder andere aandacht aan de multiculturele samenleving. Dit kwam hem een paar keer op aanvaringen met vooral Marokkaanse jongeren te staan. Op 19 november 2008 plaatste Sp!ts een ingezonden brief van onder andere Prem Radhakishun en Mohammed Redouan Jabri, waarin ze jongeren van Marokkaanse afkomst oproepen zich aan de wet te houden en vragen ze de Nederlandse samenleving en vooral het Marokkaanse deel van die samenleving in te grijpen en een einde te maken aan het onaangepaste, bedreigende en intimiderende gedrag van een deel van de Marokkaanse jongeren. Het gedrag van deze onaangepaste groep jongeren zou namelijk een negatieve uitstraling hebben op de hele Marokkaanse gemeenschap.
Van april 2009 tot september 2010 presenteerde Radhakishun het opinieprogramma PepTalk van BNR Nieuwsradio. Hij was tevens de presentator van het televisieprogramma De Herkansing, waarin jongeren die het thuis en/of op school moeilijk hebben een tweede kans krijgen. Sinds september 2010 heeft Radhakishun bij de publieke omroep elke werkdag van 10:30 tot 11:00 uur op NPO Radio 1 het programma Premtime. In juni 2012 stopte het programma, nadat Radhakishun het programma niet meer wilde laten onderbreken door het nieuws. Zendercoördinator Laurens Borst heeft met Radhakishun nog gekeken of er een oplossing kan komen voor het conflict. Radhakishuns contract liep nog tot september 2012 en waarschijnlijk blijft hij sowieso actief voor NTR-televisie.
In 2013 deed Radhakishun mee aan De Slimste Mens ter Wereld op de Vlaamse zender Eén.
In 2014 en 2015 was hij 45 afleveringen in het televisieprogramma Geld maakt gelukkig met Eef van Opdorp een van de deskundigen.
Sinds januari 2016 presenteert hij zondagnacht van 00:00 uur tot 02:00 uur op NPO Radio 1 het programma Zwarte Prietpraat bij PowNed. In dat programma uit hij zijn kritiek over de samenleving. Daarnaast schopt hij regelmatig tegen schenen van luisteraars die reageren op de uitzending. In de zomer van 2022 werd bekend dat zijn programma eind december 2022 moest stoppen. 
In het najaar van 2022 nam hij deel aan De Allerslimste Mens ter Wereld.
In januari 2023 won hij De Nachtwacht Award 2023 voor het beste nachtprogramma op de Nederlandse radio.

### Incident bij De Wereld Draait Door
Bij De Wereld Draait Door van de VARA was hij geregeld te zien als tafelheer. In november 2010 werd deze samenwerking verbroken nadat Radhakishun in een uitzending Jean-Pierre Geelen, een recensent van de Volkskrant, van pedofilie leek te beschuldigen. In een essay dat anderhalve week later werd gepubliceerd op GeenStijl verdedigde Radhakishun zich door te stellen dat hij nooit expliciet over pedofilie had gesproken. Met zijn uitspraken zou hij de onbetrouwbaarheid van de media hebben willen aantonen. De uitspraken van Radhakishun werden in de herhaling van het programma gecensureerd.
In latere seizoenen keerde hij weer terug bij De Wereld Draait Door, uiteindelijk weer als tafelheer.

## Filmografie
- 2005 - Baantjer, De Cock en de moord op de middenstip (Sjaak Salomons)
- 2006-2007 - Van Speijk (raadsman/advocaat)
- 2007 - Flikken Maastricht, "Een valse noot" (Pillay)
- 2008 - Vox populi
- 2013 - Despicable Me 2 (Floyd, stem)
- 2017 - Tuintje in mijn hart (commissaris)

## Privéleven
Prem Radhakishun is getrouwd en heeft drie kinderen.